# ماریا وییک
ماریا کاترینا وییک (زاده ۳ اوت ۱۸۵۳ – درگذشته ۱۹ ژوئن ۱۹۲۸) نقاش فنلاندی بود. او عمدتاً در سبک طبیعت بی‌جان، نقاشی‌های منظره و پرتره کار می‌کرد.

## پیشینه

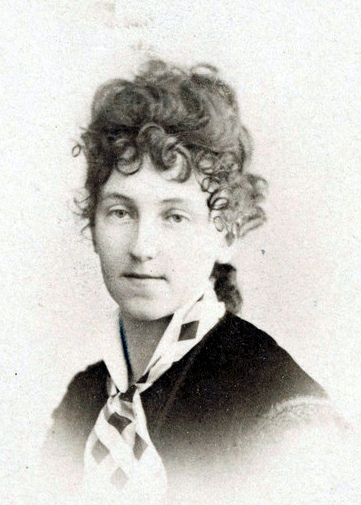
ماریا وییک در دهه ۱۸۷۰

وییک در هلسینکی متولد شد. او دختر معمار اریک یوهان ویک (یا وییک) (۱۸۰۴–۱۸۷۶) و گوستاوا فردریکا مایر بود. ابتدا در مدرسه زنان سوئدی در هلسینکی تحصیل کرد. سپس نزد استاد هنر آدولف فون بکر هنر طراحی را آموخت.
او با تشویق خانواده‌اش، طی سال‌های ۱۸۷۴–۱۸۷۵ در آکادمی هنرهای زیبای هلسینکی تحصیل کرد. در سال ۱۸۷۵، او تحصیلات هنری خود را در پاریس زیر نظر تونی رابرت-فلوری در آکادمی ژولیان، یکی از معدود مدارس خصوصی که در آن زمان زنان را می‌پذیرفت، ادامه داد.

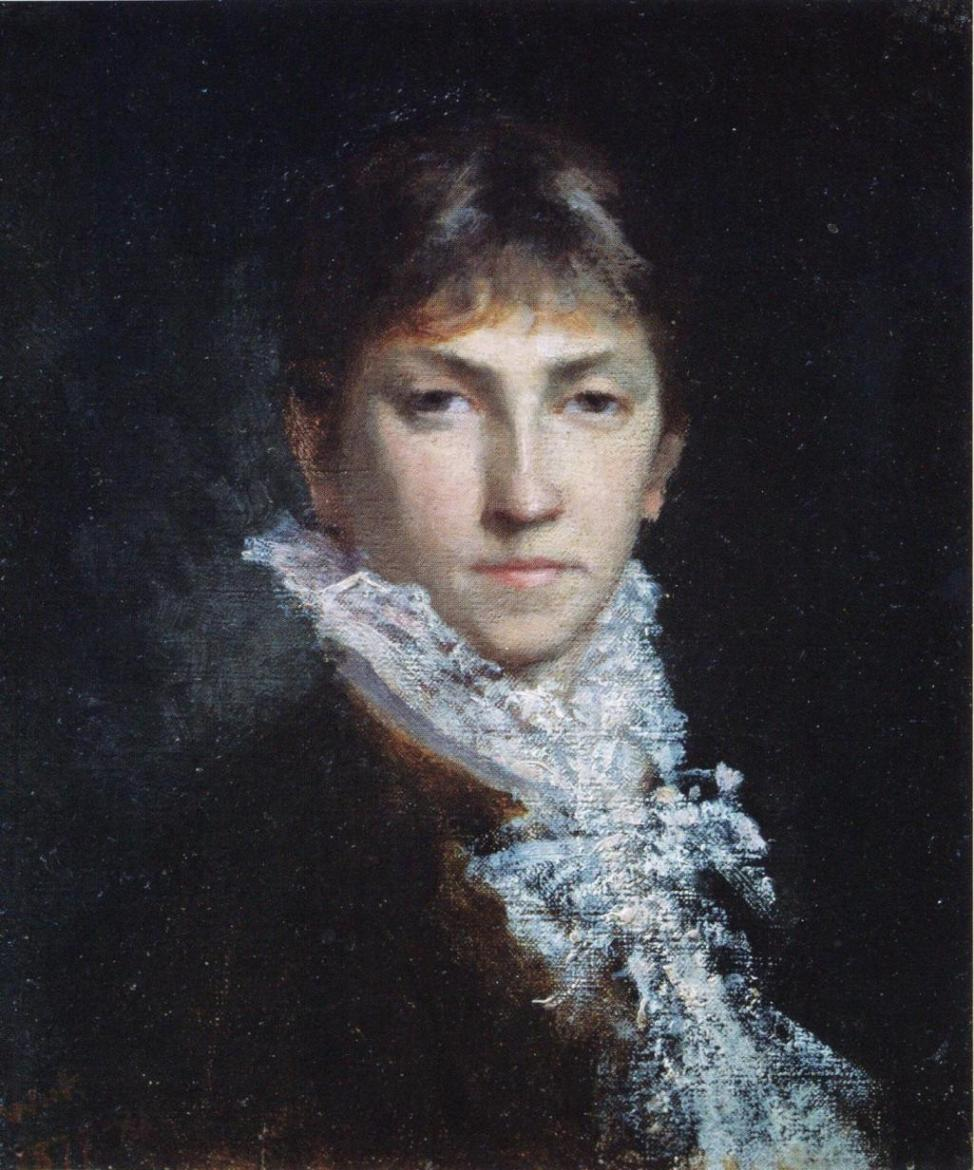
خودنگاره ۱۸۸۱

از سال ۱۸۷۵ تا ۱۸۸۰ او معلم جایگزین دانشکده هنرهای زیبا، هلسینکی شد. نقاشی‌های اولیه او که در سال ۱۸۸۰ برای سالن پاریس پذیرفته شد، پرتره بود. در سال ۱۸۸۱، او مجموعه‌ای از نقاشی‌های کوچک را با فضای روان‌شناختی‌تر شامل جزئیات بیشتری کشید. در بهار ۱۸۸۹، او به همراه دوستش، هلنه شارفبک، به پاریس بازگشت تا با پیر پووی دو شاوان کار کند. در ۱۸۸۳–۱۸۸۴، آنها در انگلستان و سپس در سال ۱۸۸۹ در سنت آیوز در کورن‌وال نقاشی کردند.

## نمایشگاه
نقاشی او با عنوان در خارج از جهان برنده مدال برنز در نمایشگاه جهانی (۱۹۰۰) شد و در کتاب زنان نقاش جهان اثر والتر شاو اسپارو در سال ۱۹۰۵ گنجانده شد.

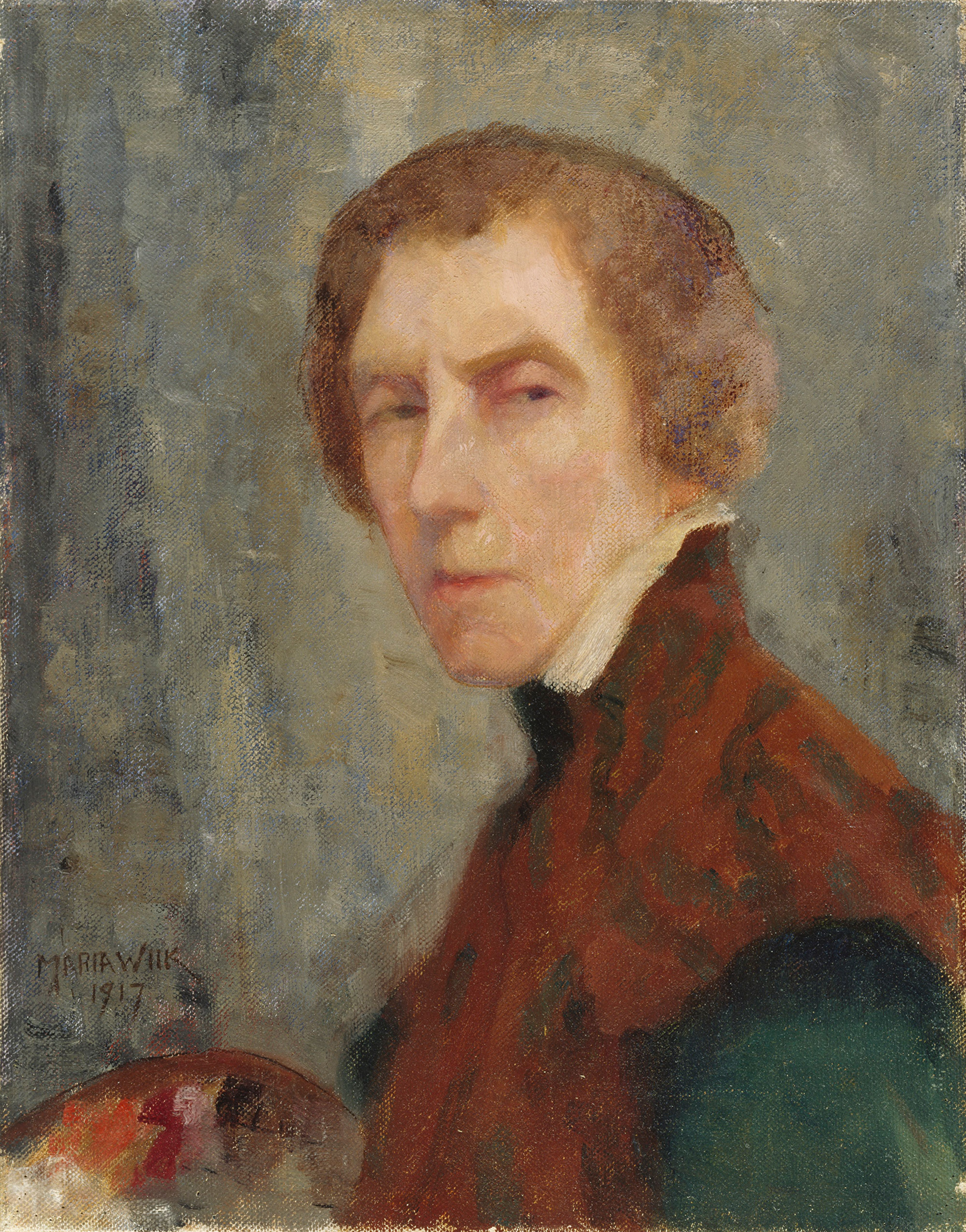
خودنگاره ۱۹۱۷

آخرین سفر او به پاریس در سال ۱۹۰۵ انجام شد. وی بقیه عمرش را در هلسینکی گذراند. ۱۰ سال آخر عمر وی بینایی او بدتر شد و در سال ۱۹۲۵ تحت عمل جراحی چشم قرار گرفت. وییک در سال ۱۹۲۸ در هلسینکی درگذشت.

## آثار
- چکامه تابستانی ۱۸۷۵
- لهستانی‌ها ۱۸۷۸
- پرتره هیلدا وییک ۱۸۸۰
- پرتره هیلدا وییک ۱۸۸۱
- یک موسیقی دونفره بعید ۱۸۸۲
- دختر بافنده ۱۸۸۳
- در تابستان داغ ۱۸۸۳
- خنده دختر ۱۸۸۳
- آقطیان ۱۸۸۳
- در کلیسا ۱۸۸۴
- از مردم اهل هَم ۱۸۸۵
- تنها در خانه ۱۸۸۵
- عذاب وجدان, ۱۸۸۶
- زنی با چتر آفتابی ۱۸۸۶
- مطالعه هنر ژاپنی ۱۸۸۷
- پرتره آیدا باسیلیر-ماگلسن ۱۸۸۷
- در اتاق زیر شیروانی، خواهر هنرمند هیلدا وییک در آپارتمان خود در پاریس ۱۸۸۹
- خارج از جهان ۱۸۸۹
- پیرزنی در بستر بیماریش ۱۸۹۵–۹۶
- تصنیف ۱۸۹۸
- میوه‌فروش بدون تاربخ
- بی گناهی ۱۹۰۰
- زن درازکشیده مدل ۱۹۰۴